# Bicho de pelúcia

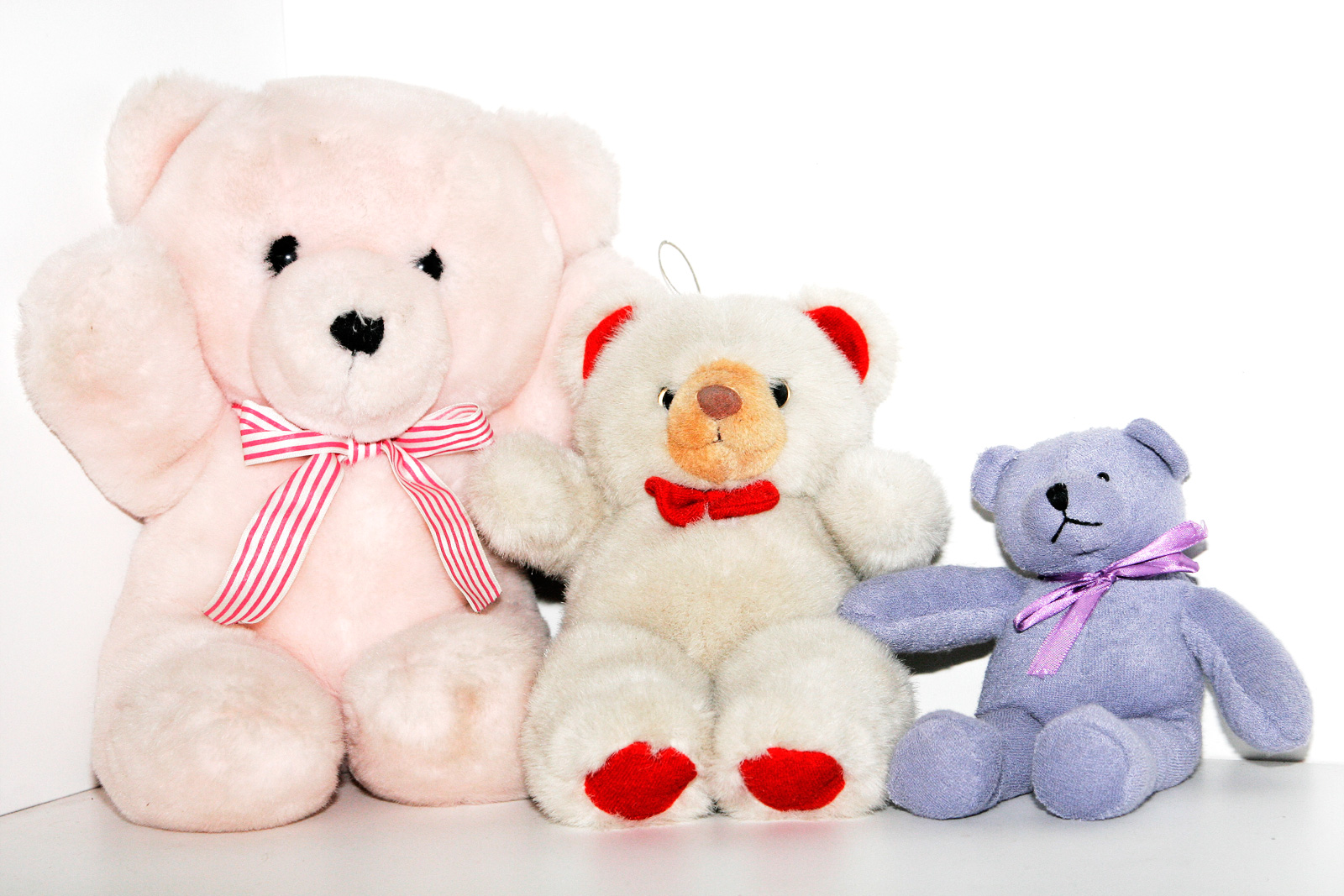
Ursos de pelúcia.

Bichos de pelúcia (português brasileiro) ou peluche (português europeu) surgiram nos Estados Unidos em 1902, e foram criados pelo imigrante russo Morris Michtom.

## História
Diz a lenda que o presidente dos Estados Unidos Theodore Roosevelt (com a alcunha Teddy) fez uma viagem e resolveu realizar uma caçada, na qual encontrou um pobre urso encurralado e ferido. Roosevelt não quis matar o urso e a história da bondade do presidente se espalhou pelo país. Foi então que Morris Michtom, que era o dono de uma loja de doces, ficou sabendo da história e começou a fabricar ursinhos de pelúcia. Esse primeiro ursinho ficou muito famoso e se chamava Teddy Bear.
Algumas versões apontam que, antes de Morris Mitchom, a alemã Margaret Steiff já fazia animaizinhos de feltro. Na década de 1950, os bichos não eram tão fofinhos e eram feitos de algodão flanelado e com enchimento de serragem. Em 1956, surgiram no Brasil os ursinhos de pelúcia feitos com legítima pele de carneiro.